# Gimnazjum Realne Zwinger

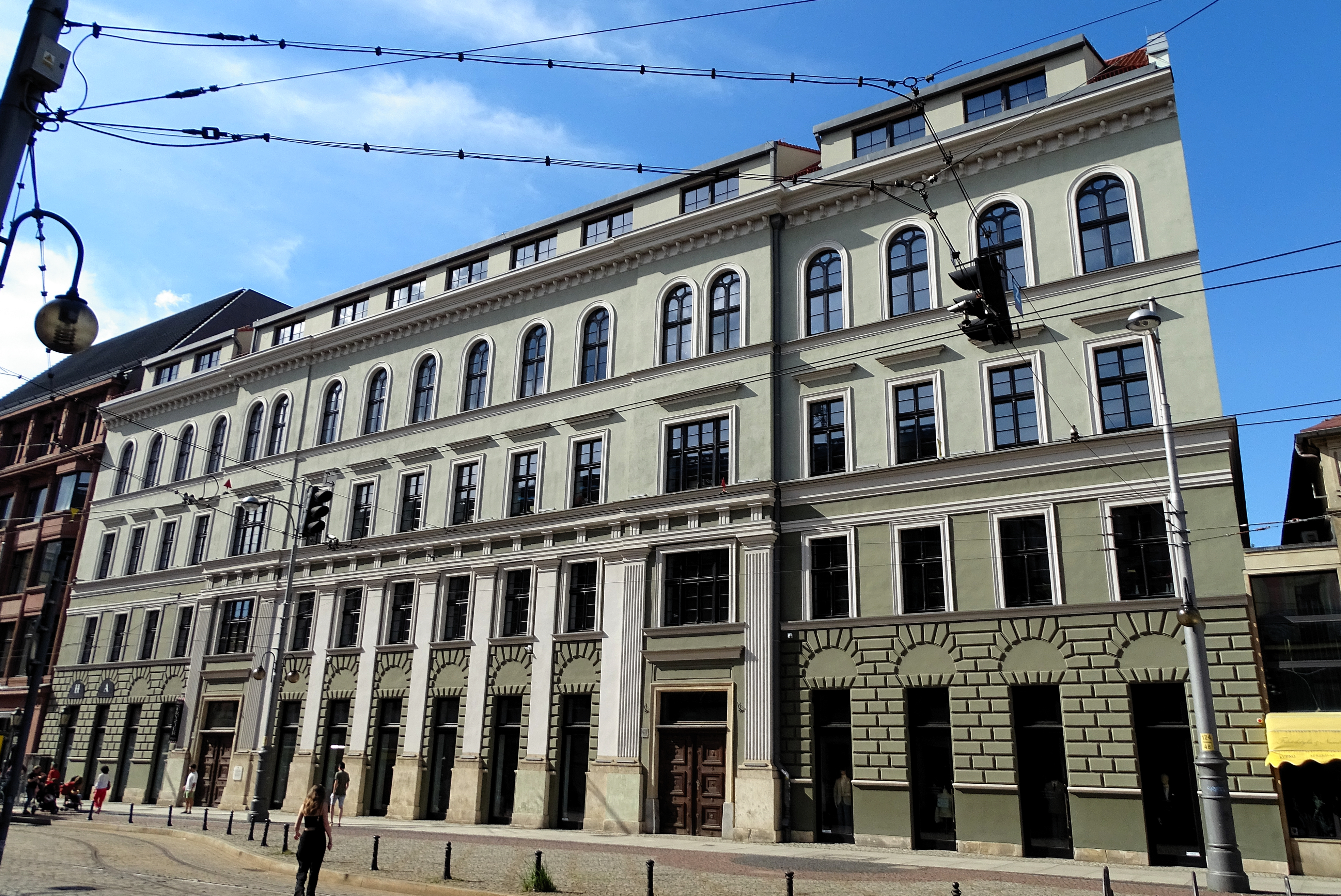
Pierwsza siedziba Gimnazjum Zwinger. Plac Teatralny 6,7 Wrocław.

Gimnazjum Realne Zwinger we Wrocławiu – szkoła średnia działająca we Wrocławiu od 1836 do schyłku II wojny światowej.
Na początku XIX w. władze Wrocławia doszły do wniosku, że w mieście oprócz szkół średnich o programie klasycznym powinny istnieć szkoły realne, których program nauczania w większym stopniu uwzględniałby przedmioty ścisłe, geograficzne i języki nowożytne oraz nabycie praktycznych umiejętności. Na ten cel przeznaczyły środki finansowe i działkę budowlaną przy placu Zwinger (dziś Teatralnym) celem wzniesienia tu gmachu nowej szkoły. Projekt wykonał architekt Heinrich Ferdinand Tschech. Prace budowlane zaczęto w 1823, a ukończono w 1825, ale dwupiętrowy budynek przekazano wówczas na kilka lat gimnazjum św. Elżbiety we Wrocławiu. Od 1830 trwało opracowywanie i zatwierdzanie dokumentacji nowej szkoły średniej gimnazjum, które zaczęło działać dopiero w 1836 (początkowo pod nazwą szkoły realnej, a w 1882 otrzymała rangę gimnazjum), przejmując siedzibę na placu Zwinger. Pierwszym dyrektorem został Cäsar Albano Kletke, zajmując to stanowisko do 1876 r. Placówka realizowała sześcioklasowy program i miała tylu kandydatów do nauki, że władze musiały wprowadzić limit przyjęć. W latach 1853 i 1854 zajęcia przeniesiono tymczasowo do Gimnazjum św. Macieja, gdyż budynek szkolny na placu Zwinger powiększano o jedną kondygnację. W 1934 magistrat wrocławski podjął decyzję o de facto likwidacji Gimnazjum św. Jana we Wrocławiu, a do jego siedziby przy Paradiesstrasse 3 (Worcella) przeniesiono szkołę Zwinger, łącząc obie społeczności i nadając nowej placówce nazwę Gimnazjum i Gimnazjum Realne Zwinger. Ostatni raz gimnazjum Zwinger zmieniło lokalizację na początku II wojny, zajmując siedzibę zlikwidowanego wówczas Gimnazjum im. króla Wilhelma I przy obecnej ulicy Iwana Pawłowa.

## Uczniowie i absolwenci szkoły
- Friedrich Bergius, późniejszy noblista z chemii[7]
- Carl i Gerhart Hauptmann (noblista z literatury)[7]
- Stefan Moses, artysta fotografik[7]